# 张晓刚 (1954年)
张晓刚（1954年12月—），辽宁省遼陽市人。1970年10月参加工作，1973年3月加入中国共产党。中国共产党第十七届中央委员会候补委员，第十八届中央纪委委员。
1974年─1977年就读于武汉大学金属物理专业，后在东北大学硕士研究生毕业、北京钢铁研究总院金属材料及热处理专业博士研究生毕业，获工学博士。
历任鞍钢钢铁研究所所长助理，鞍钢科技开发部副部长、部长，鞍钢副总工程师，鞍钢新钢铁公司副经理、总工程师，鞍钢总经理助理兼新钢铁公司总经理，鞍钢党委常委、副总经理，鞍钢党委副书记、常务副总经理。2007年1月起任鞍山钢铁集团公司党委书记、总经理。2013年9月20日，张晓刚当选新一届ISO主席，任期自2015年1月1日至2017年12月31日，张晓刚是首位当选ISO主席的中国人。2015年2月，任鞍钢集团公司副董事长，国际标准化组织主席。
2008年当选第十一届全国人大代表。